# Radostice
Radostice (en allemand : Radostitz) est une commune du district de Brno-Campagne, dans la région de Moravie-du-Sud, en République tchèque. Sa population s'élevait à 772 habitants en 2020.

## Géographie
Radostice se trouve à 12 km au sud-ouest du centre de Brno et à 181 km au sud-est de Prague.
La commune est limitée par Střelice au nord et au nord-est, par Ořechov à l'est, par Prštice au sud et à l'ouest, et par Tetčice à l'ouest.

## Histoire
La première mention écrite de la localité date de 1330.